# 파울뤼스 포터르
파울뤼스 포터르 (Paulus Potter, 1625년 1월 20일 (세례일) ~ 1654년 1월 17일 (안장일))는 17세기 네덜란드의 화가이다. 특정 자연 풍경속에 말과 소 같은 동물을 배치하여, 저시점에서 바라본 구도의 그림을 주로 그렸던 화가였다. 대표작으로는 《어린 황소》 (1647년)가 있으며, 오늘날 네덜란드 헤이그 마우리츠하위스 미술관에 소장되어 있다.
22살이 되던 1647년부터 본격적으로 활동하기 시작하였으며 약 100여점의 작품을 남겼으나, 1654년 결핵에 걸려 28세라는 젊은 나이에 세상을 떠났다.

## 생애
파울뤼스 포터르는 1625년 네덜란드 공화국 엥크하위전에서 태어났으며 그해 11월 20일에 세례를 받았다. 포터르 일가는 1628년 라이덴(Leiden)을 거쳐 1631년 암스테르담으로 이사하였고, 그곳에서 파울뤼스는 아버지 피터르 시몬츠 포터르와 함께 그림을 공부하였다. 어머니가 돌아가시고 아버지는 신트안토니스브레이 거리에 살던 피터르 코데의 아내와 불륜 관계가 되었다. 그리고 한동안 아버지는 암스테르담 성벽 밖에서 금박을 입힌 가죽 걸이를 만드는 장인 일을 하였다.
포터르는 델프트의 사인트 뤼커 길드에 가입하였으나 1649년 헤이그로 이사를 갔으며 얀 호이옌의 옆집에 살았다. 1650년 7월 포터르는 아드리아나 판 발케네인더 (Adriana van Balckeneynde, 1627년~1690년)와 결혼하였다. 장인은 헤이그의 이름난 건축업자였으며 사위를 네덜란드 고위층에게 소개해 주었다. 이 과정에서 스타트허우더 (궁내관) 가문의 일원이자 미술수집가였던 아말리아 판 솔름스가 포터의 그림인 《농장》을 보고서 궁녀들의 반대를 무릅쓰고 구매하였다.

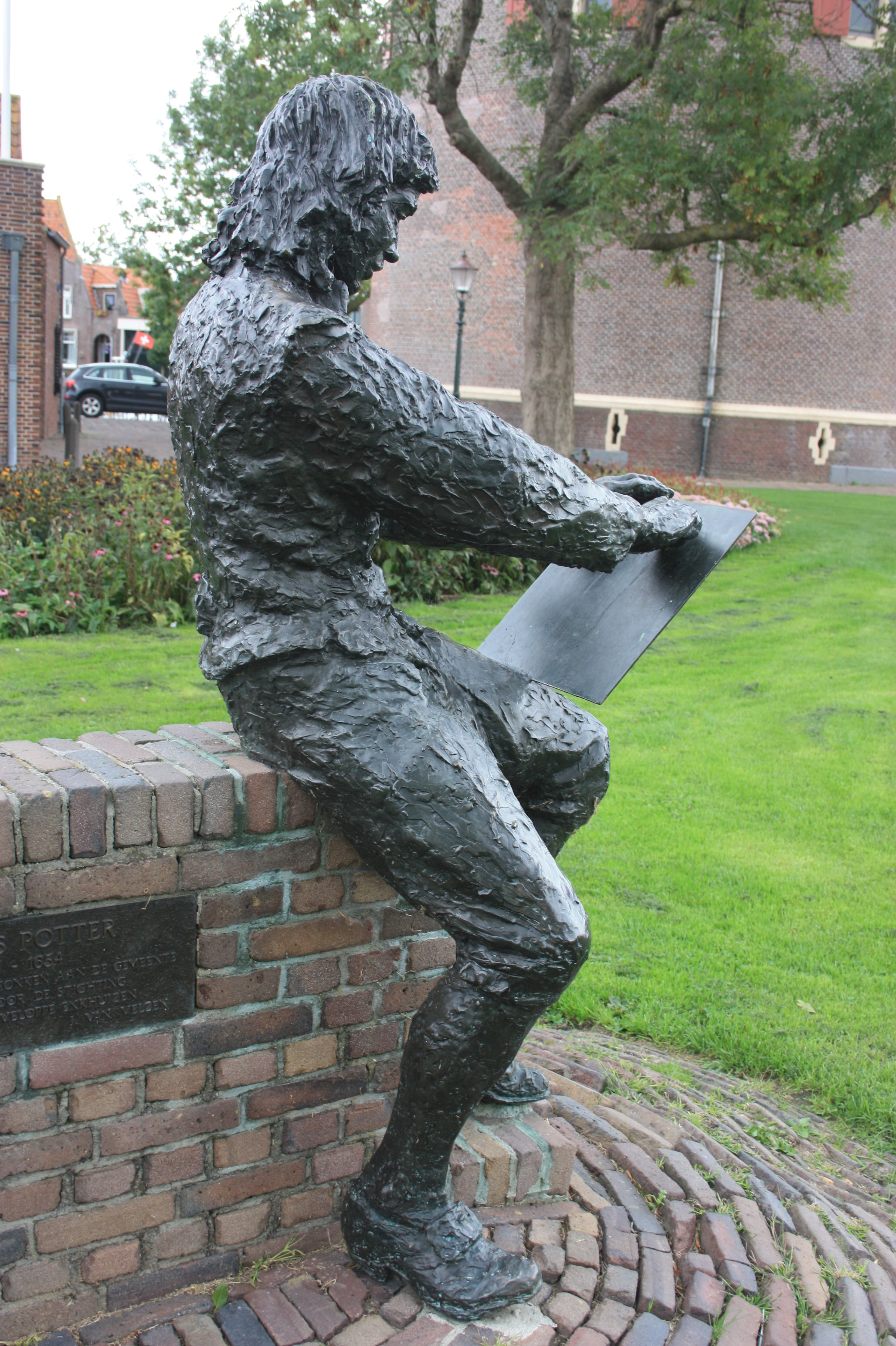
엥크하위전에 세워진 파울뤼스 포터르의 동상

1652년 5월 포터르의 주 후원자였던 의학교수 니콜라스 튈프의 부름을 받아 암스테르담으로 돌아왔다. 포터르의 예의바르고 격식있는 태도에 감명받은 튈프 교수는 자신의 아들 더크 튈프를 주인공으로 한 기마초상화를 그리도록 하였다. 이 시기를 마지막으로 1653년 1월 포터르는 결핵에 걸려 그림 활동을 그만두는 동시에 유언장을 남겼고, 그로부터 1년 뒤인 1654년, 28세의 나이로 사망하였다.
1991년 네덜란드 엥크하위전의 드로메다리스 (Drommedaris)에  파울뤼스 포터르의 동상이 세워졌다. 멀리 있는 염소 동상을 스케치하고 있는 모습이다.

## 작품
포터르의 대표작은 《어린 황소》 (1647년경)이며 오늘날 네덜란드 헤이그의 마우리츠하위스 미술관에 소장되어 있다. 이전에는 보기 드물었던 황소를 당당히 주 소재로 내세웠기 때문에 처음 제작된 이래 비판을 받아왔으나, 19세기 들어 낭만주의의 선구자로서 높이 평가받기 시작하였다.
《어린 황소》와 마찬가지로 포터르는 특정 동물을 풍경 속에 배치한 동물화를 상당히 많이 남겼다. 평생 동안 남긴 작품의 수는 약 100여 점에 달한다.

파울뤼스 포터르의 작품
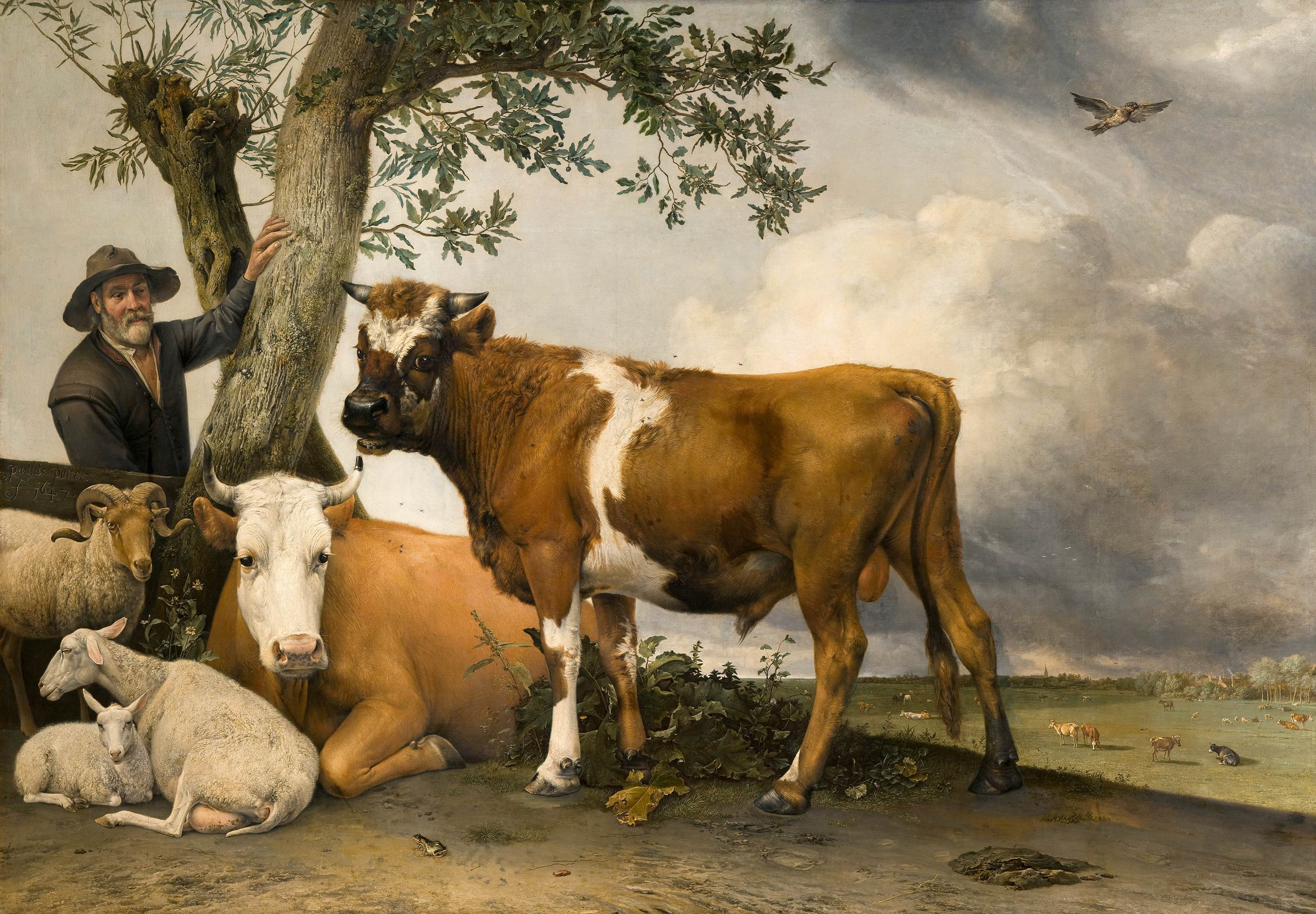
《어린 황소》 (1647년)
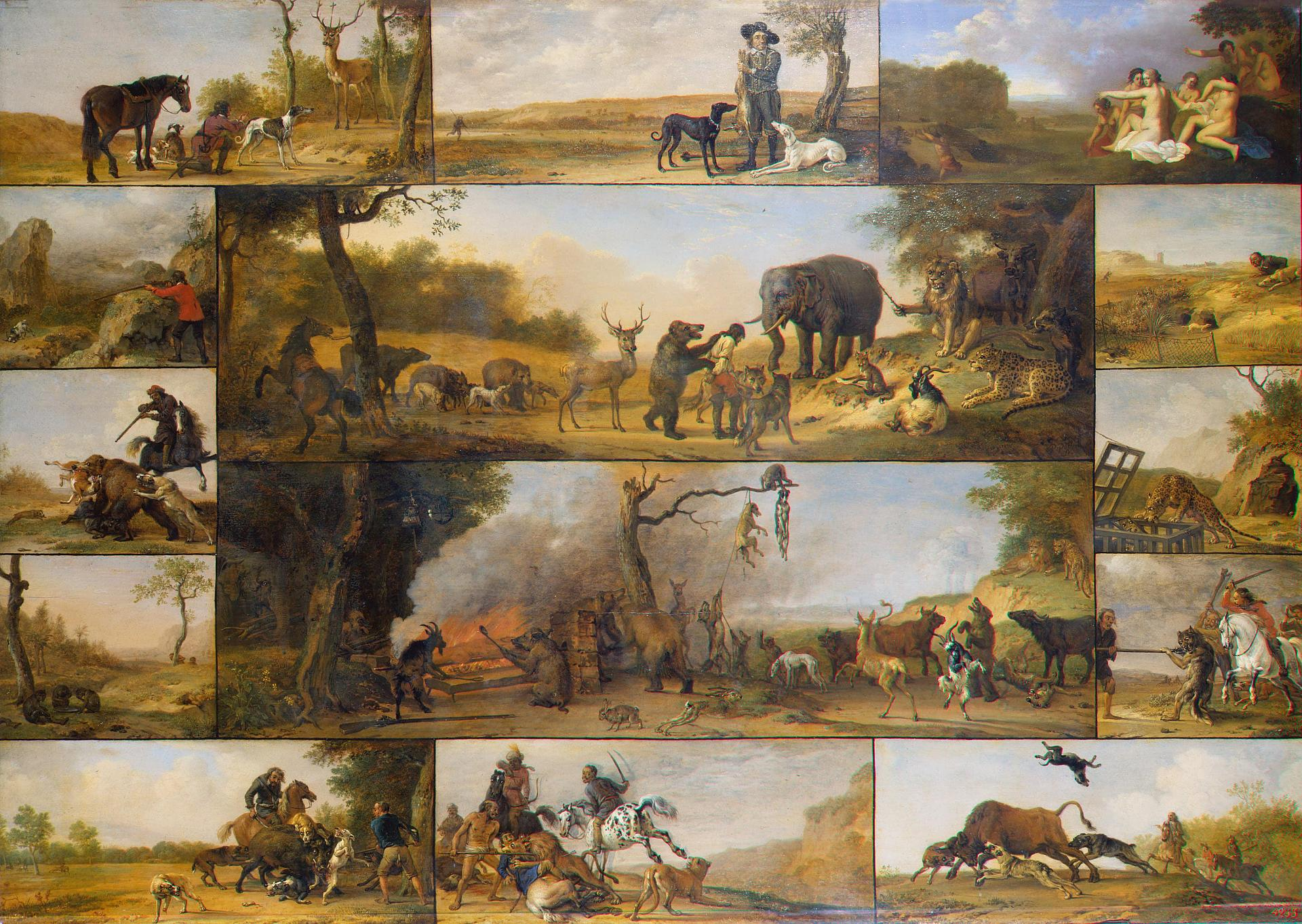
《사냥꾼의 벌》 (1647년경)
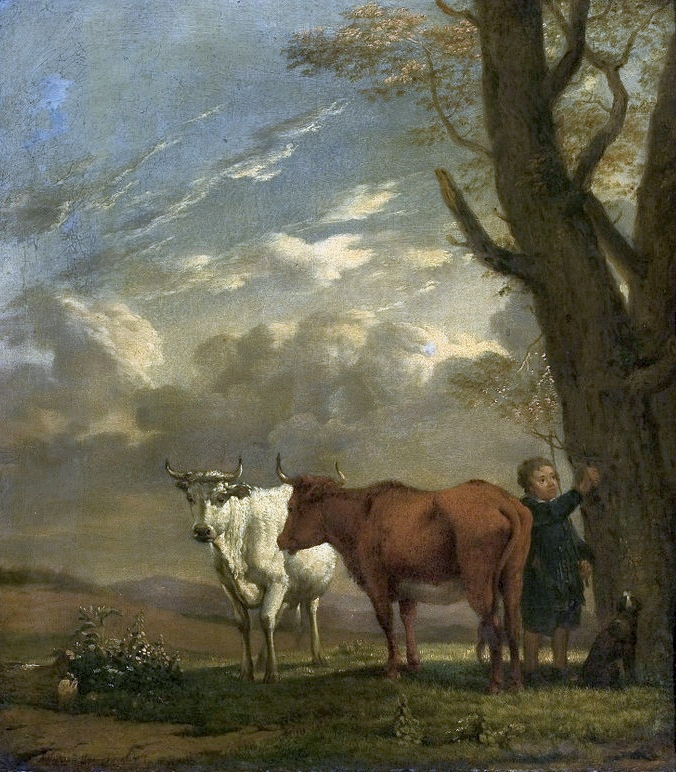
《목동과 소떼》 (1647)
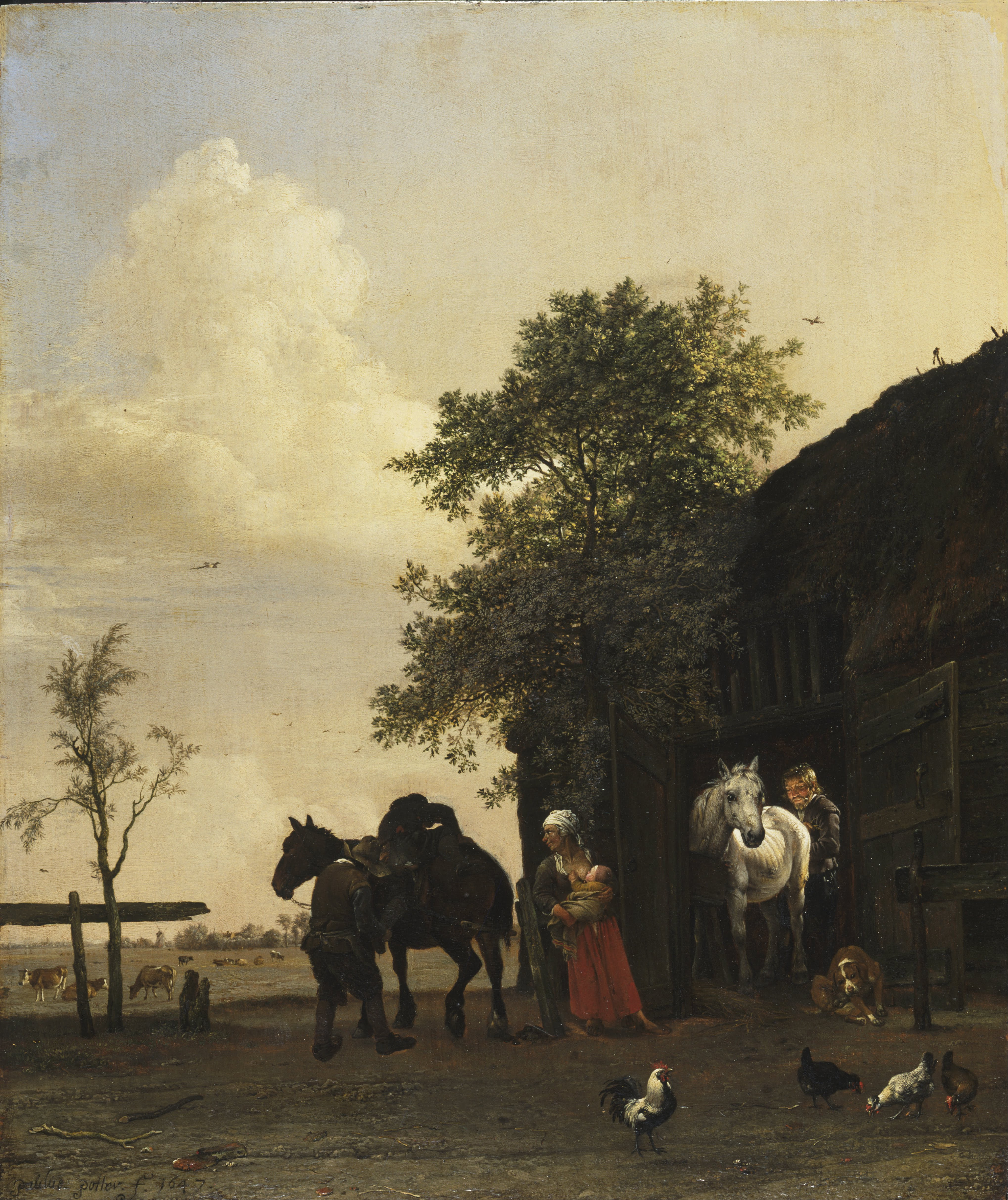
《마구간의 말과 함께 있는 인물들》 (1647)
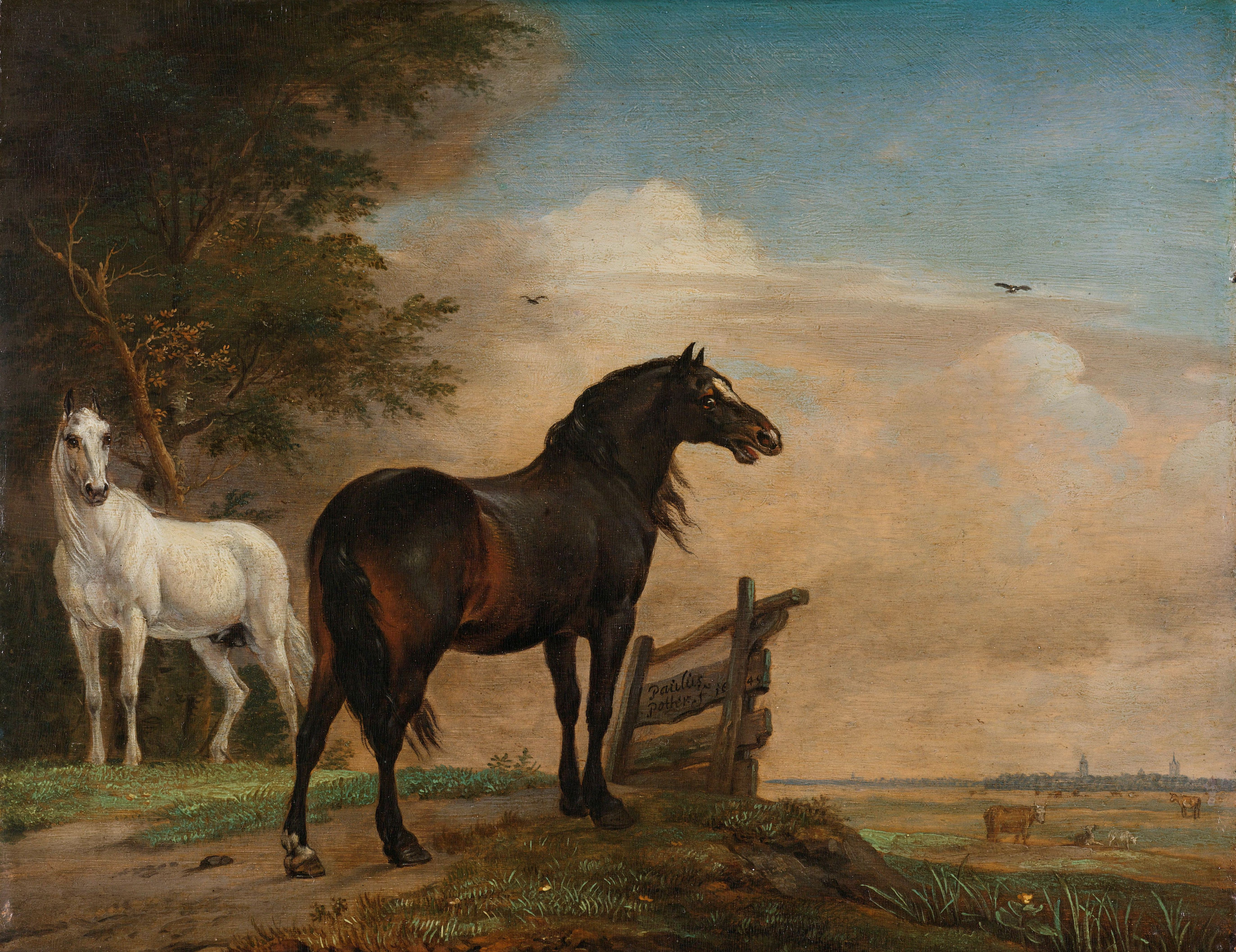
《대문 근처 목초지의 말 두 마리》 (1649년)
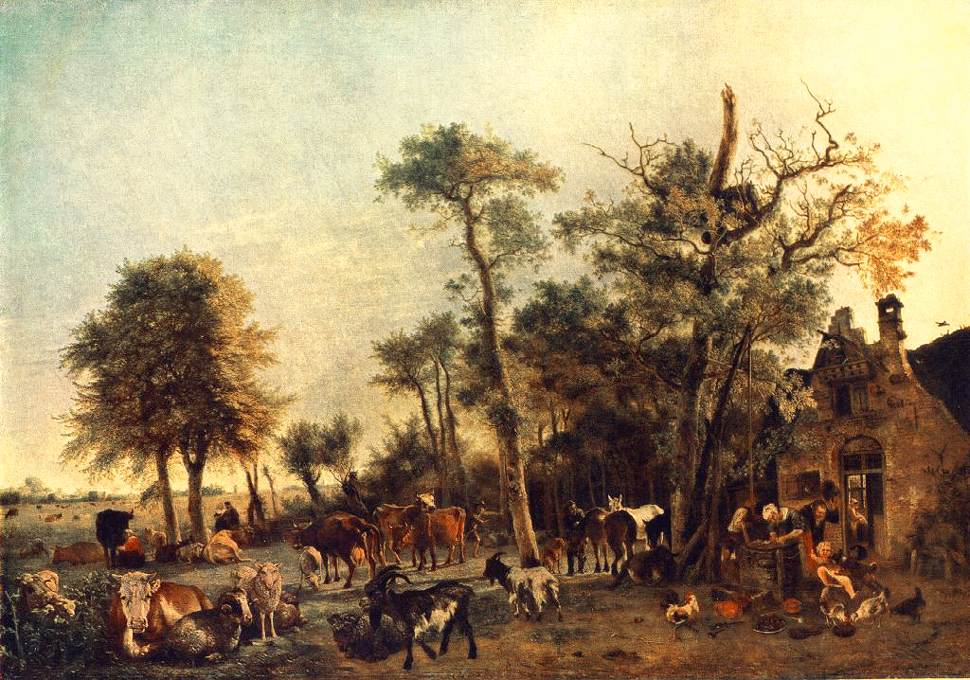
《농장의 안뜰》 (1649년)
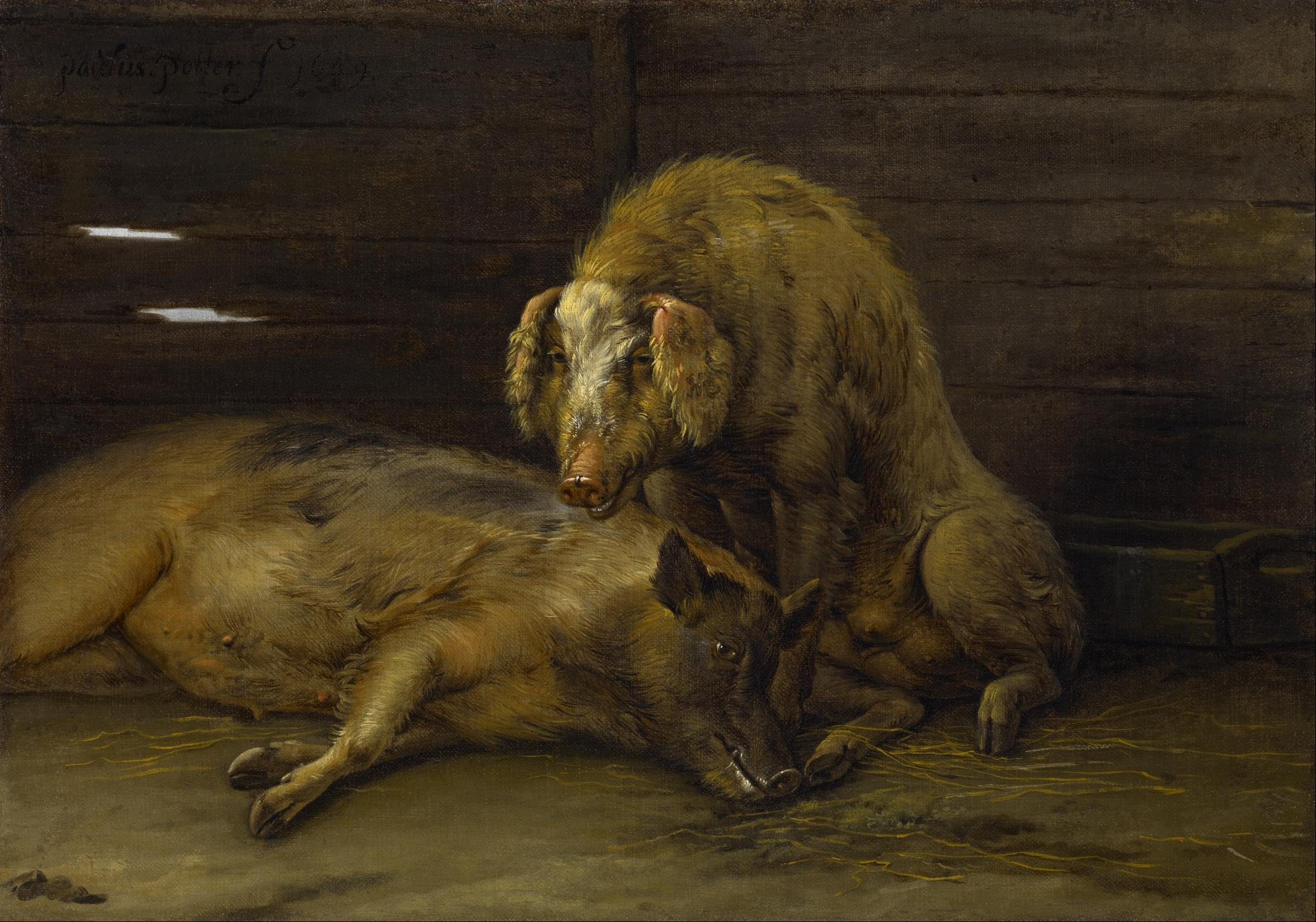
《다래끼가 난 돼지 두 마리》 (1649년)
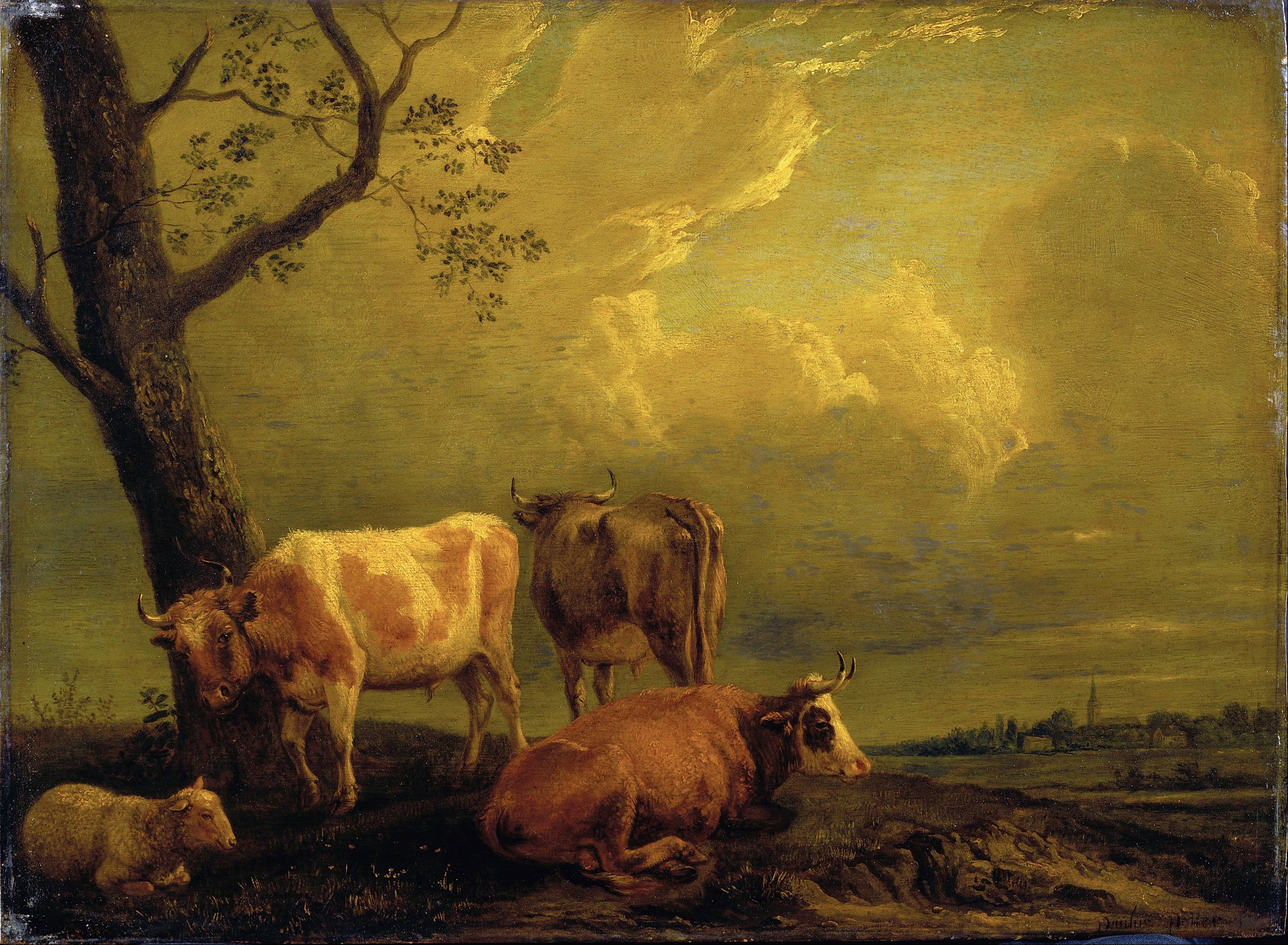
《소와 양》 (1650년경)
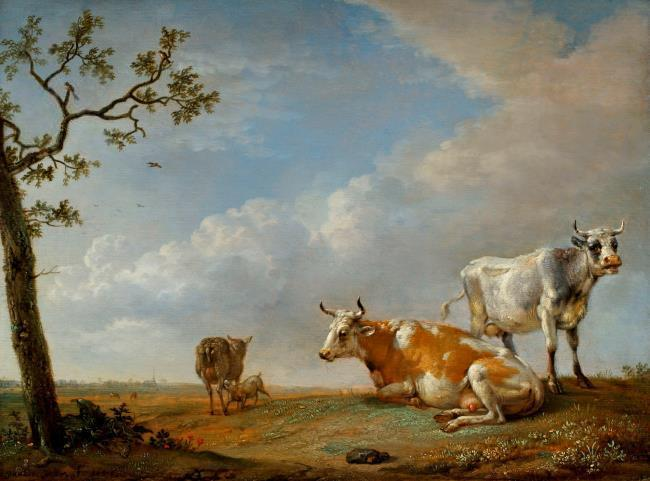
《목초지에서 쉬고 있는 소들》 (1650년)
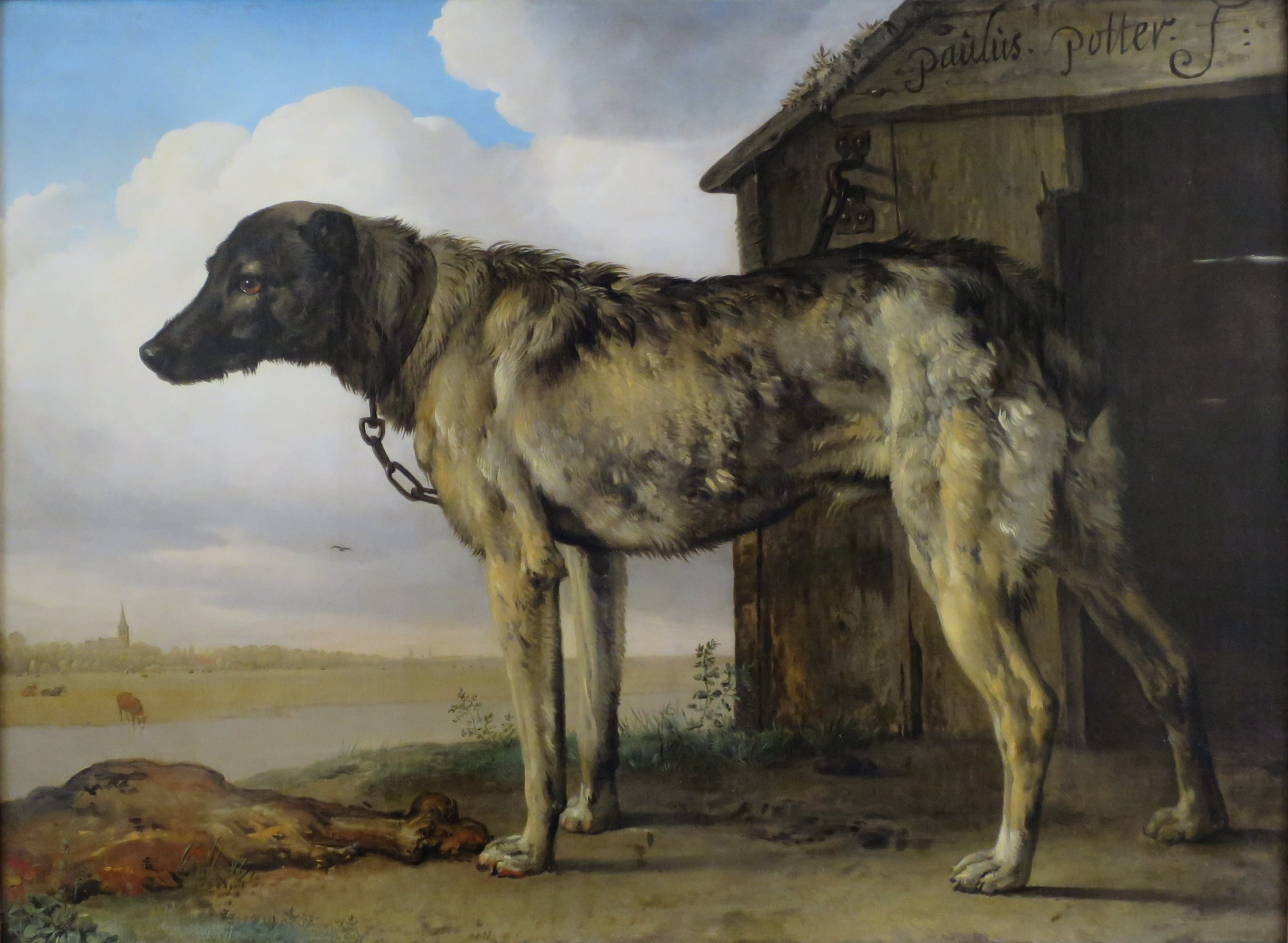
《울프하운드》 (1650년~1652년경)
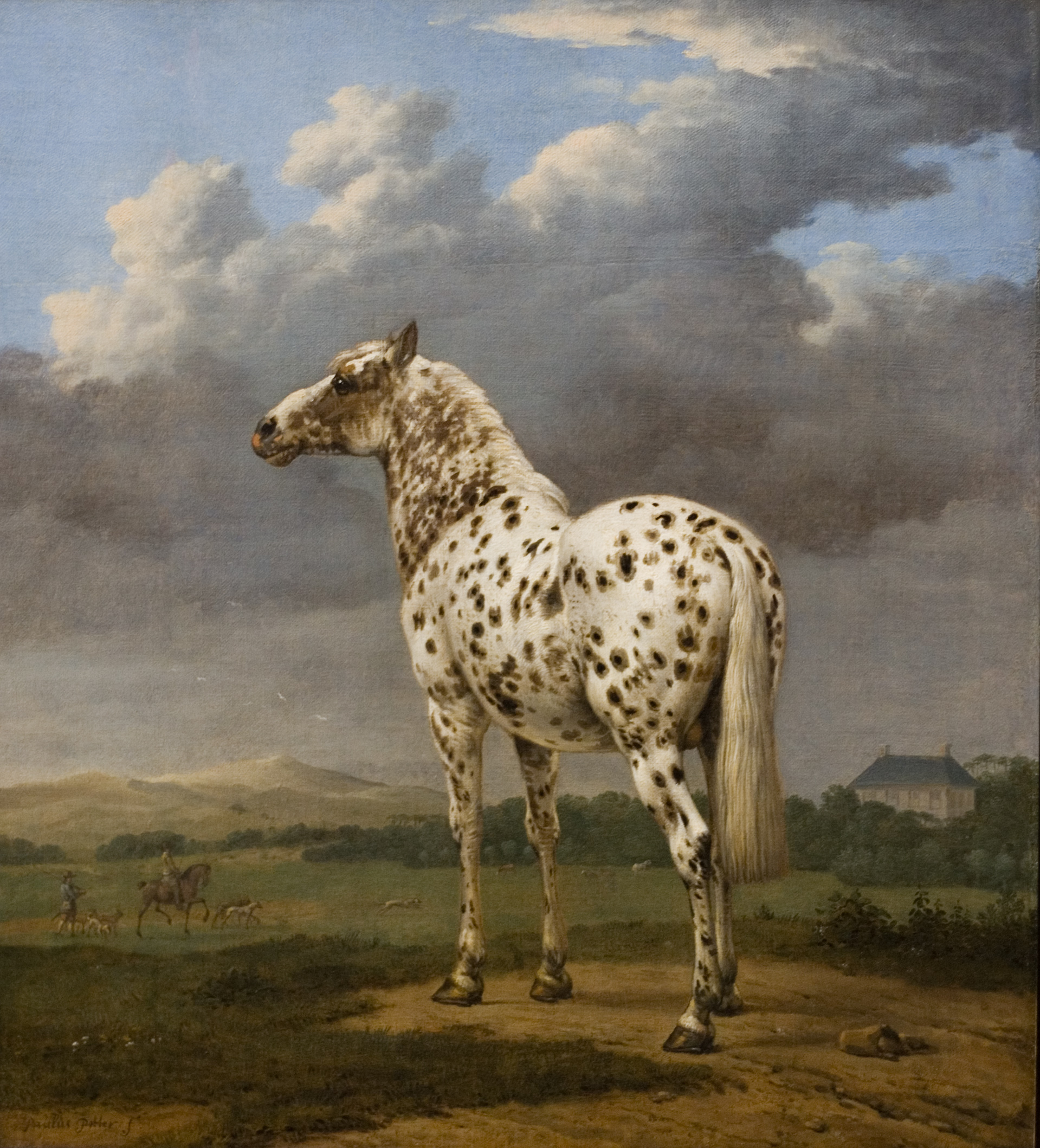
《얼룩무늬 말》 (1650년~1654년)
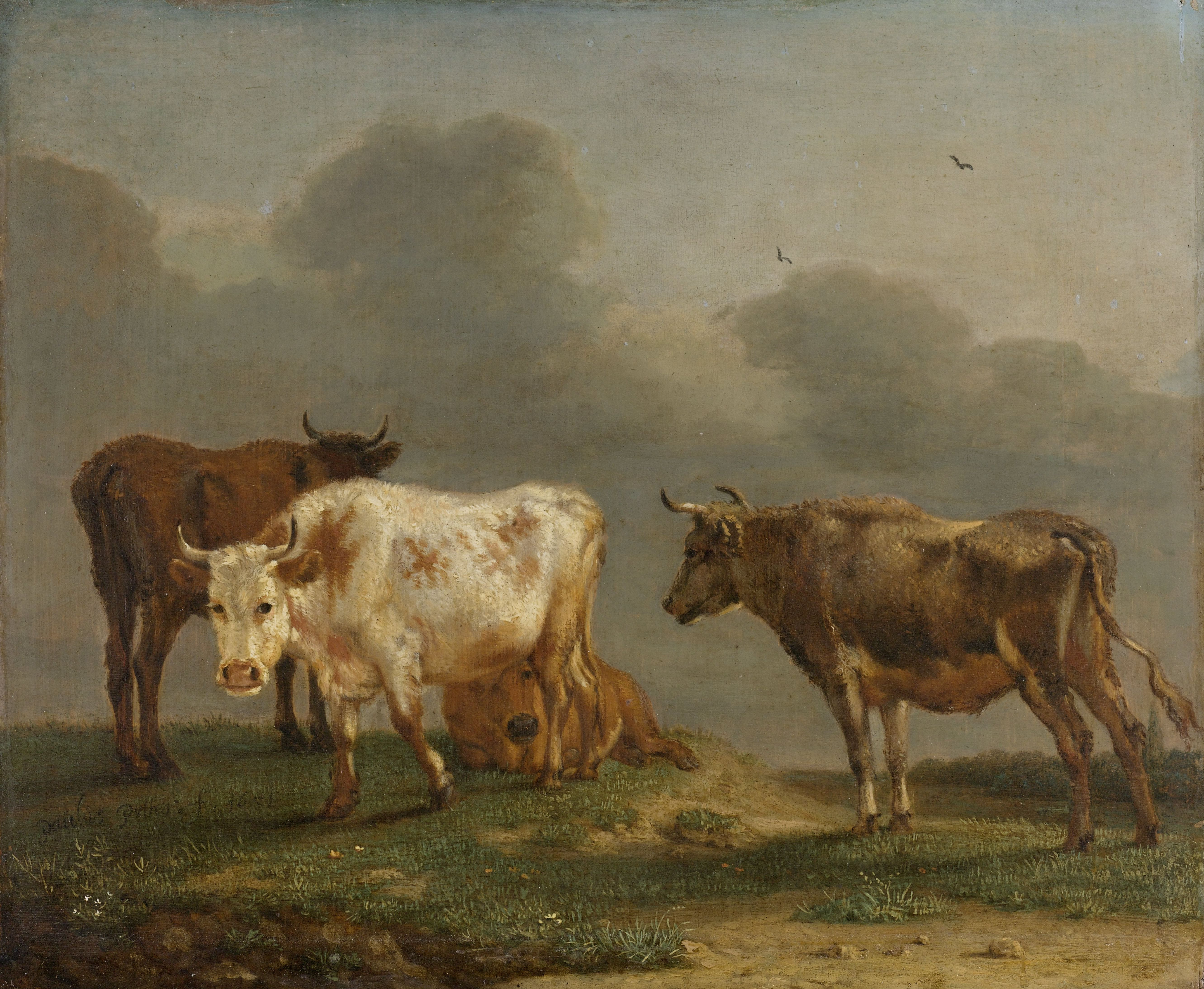
《목초지의 소 네 마리》 (1651년)
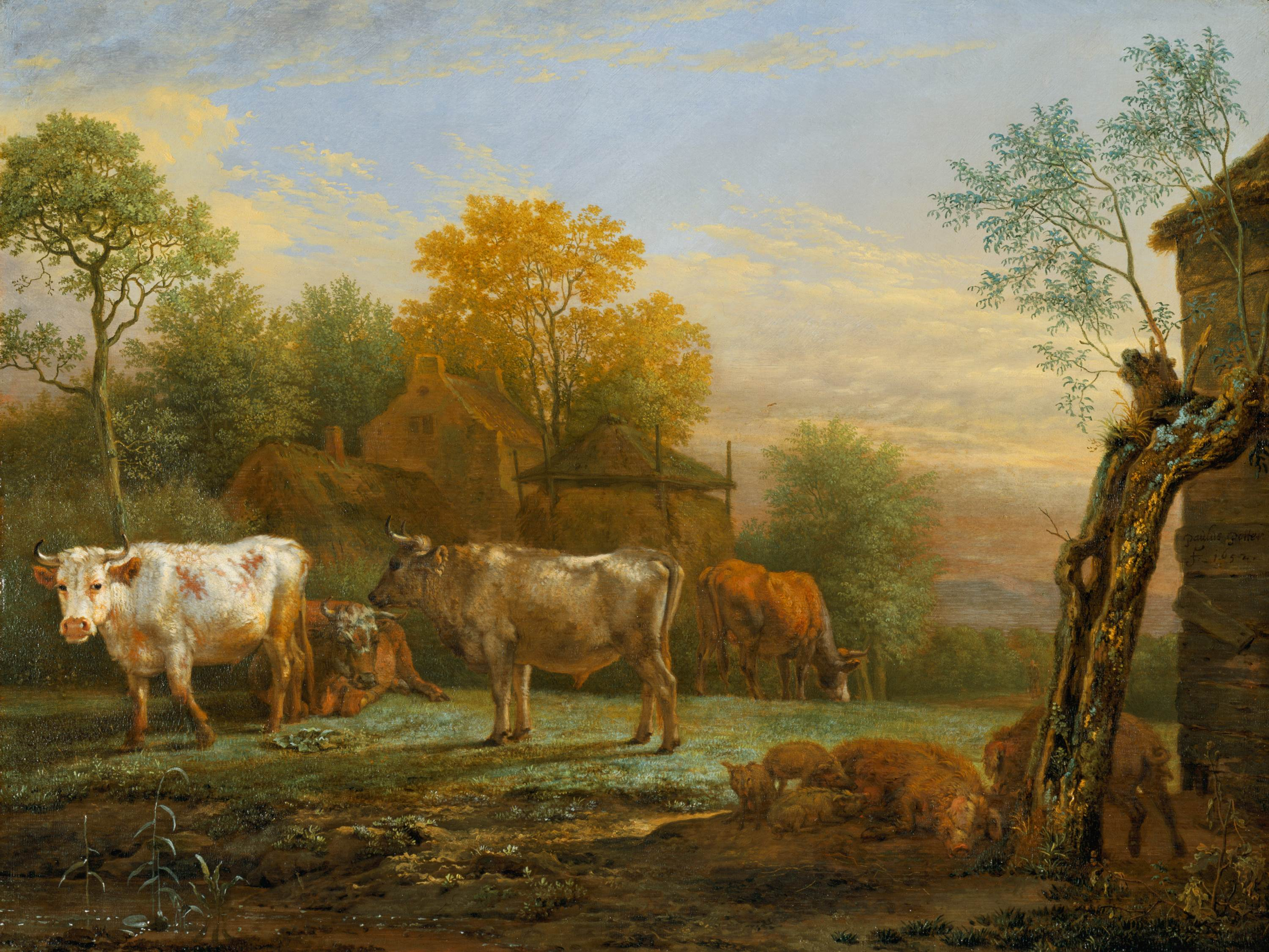
《목초지의 소》 (1652년)
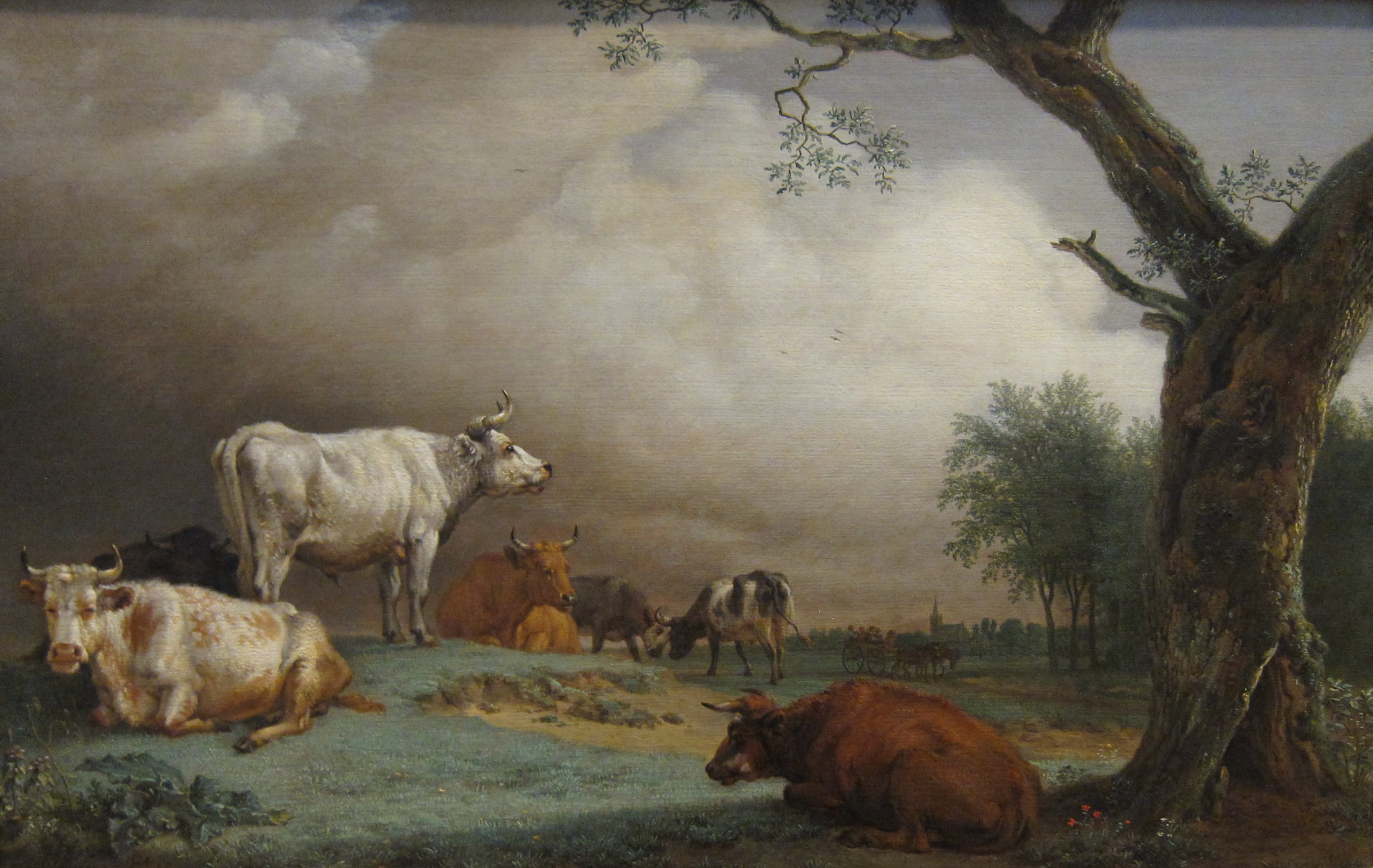
《목초지의 소》 (1652년)
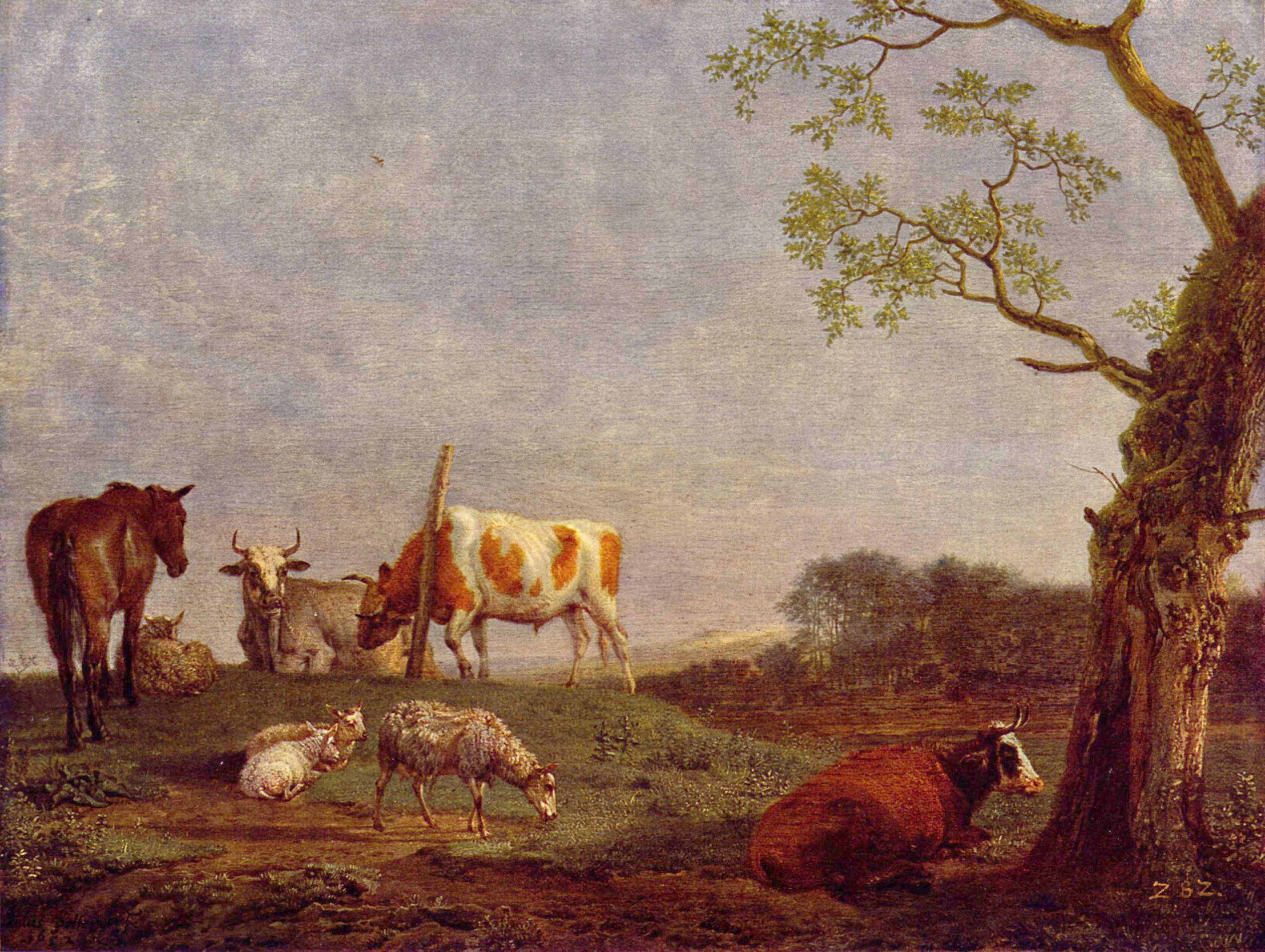
《쉬고 있는 소떼》 (1652년)
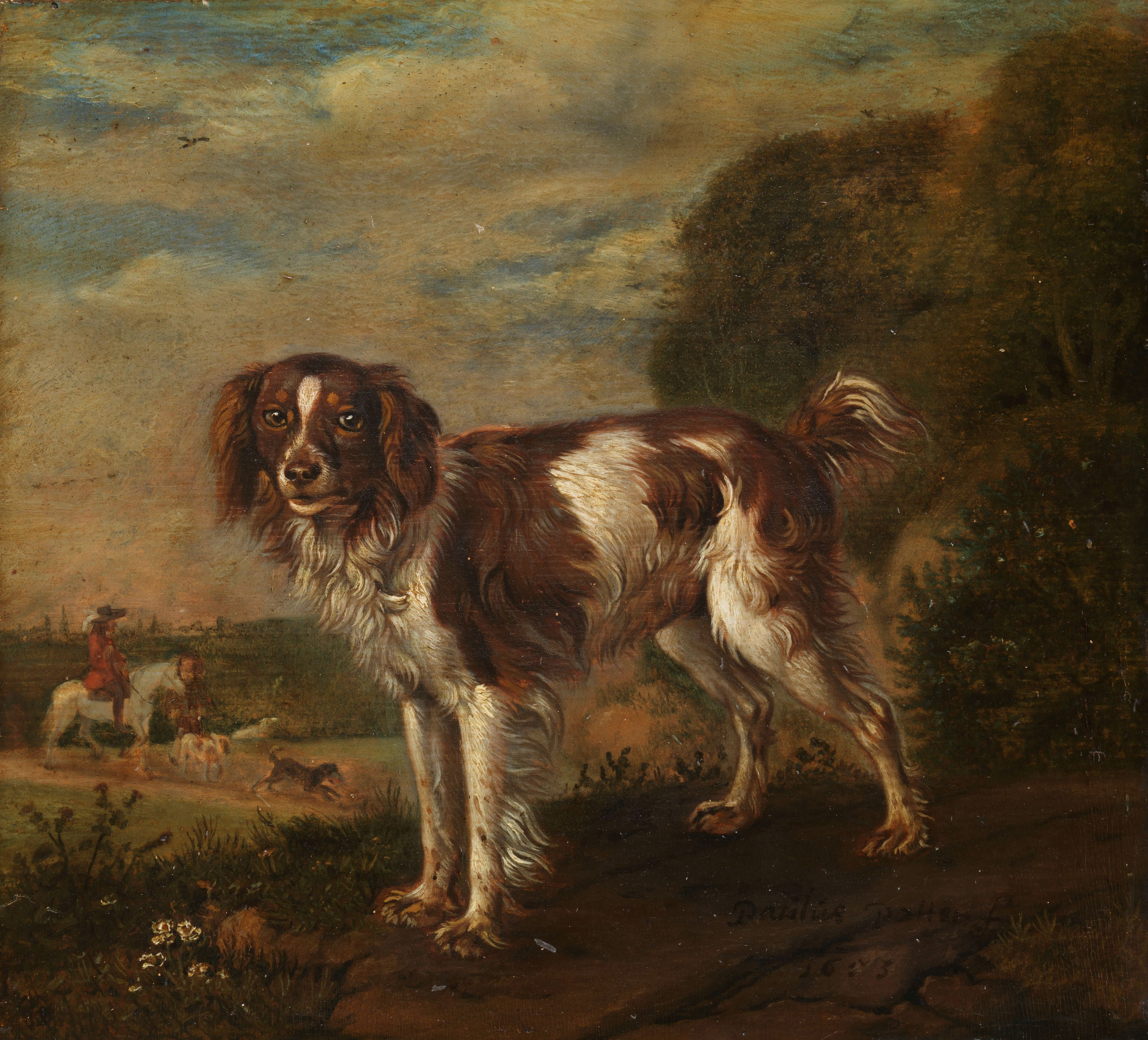
《스패니얼 강아지》 (1653년)